# US Open 2007 (golf)
Het 107e U.S. Open-golfkampioenschap werd gehouden van 14 tot 17 juni 2007 op de Oakmont Country Club in Oakmont, Pennsylvania. Deze golfbaan heeft de reputatie een van de moeilijkst te bespelen banen te zijn in de Verenigde Staten. Dat bleek onder andere uit het feit dat er slechts acht ronden beneden par waren in heel het toernooi, waarvan twee door de winnaar. Tiger Woods, de beste golfer ter wereld, kon slechts één birdie slaan op de laatste 32 holes.
Winnaar werd de Argentijn Ángel Cabrera, voor wie het de eerste overwinning in een "major" was. Zijn totaal over de vier ronden op de par-70 baan was 285, vijf slagen boven par. Hij had één slag voorsprong op de nummers één en drie op de wereldranglijst, de Amerikanen Tiger Woods en Jim Furyk, die net als het vorig jaar op plaats twee eindigden. De leider na de derde dag, de Australiër Aaron Baddeley deed niet beter dan een 80 bij zijn laatste ronde en eindigde op een gedeelde dertiende plaats.
Het was veertig jaar geleden dat er nog een Argentijn een major had gewonnen: in 1967 won Roberto De Vicenzo het Britse Open. Opmerkelijk was ook dat Phil Mickelson (de nummer twee op de wereldranglijst) er niet in slaagde om de cut te halen en halfweg het toernooi uitgeschakeld werd; de eerste keer in acht jaar dat hem dit overkwam in een major.

## Uitslag (par = 70)
| Plaats | Naam           | Land | Rd 1 | Rd 2 | Rd 3 | Rd 4 | Totaal   |
| ------ | -------------- | ---- | ---- | ---- | ---- | ---- | -------- |
| 1      | Ángel Cabrera  | ARG  | 69   | 71   | 76   | 69   | 285 (+5) |
| 2      | Jim Furyk      | USA  | 71   | 75   | 70   | 70   | 286      |
| 2      | Tiger Woods    | USA  | 71   | 74   | 69   | 72   | 286      |
| 4      | Nicklas Fasth  | SWE  | 71   | 71   | 75   | 70   | 287      |
| 5      | David Toms     | USA  | 72   | 72   | 73   | 72   | 289      |
| 5      | Bubba Watson   | USA  | 70   | 71   | 74   | 74   | 289      |
| 7      | Nick Dougherty | ENG  | 68   | 77   | 74   | 72   | 290      |
| 7      | Scott Verplank | USA  | 73   | 71   | 74   | 72   | 290      |
| 10     | Justin Rose    | ENG  | 71   | 71   | 73   | 76   | 291      |
| 10     | Stephen Ames   | CAN  | 73   | 69   | 73   | 76   | 291      |
| 10     | Paul Casey     | ENG  | 77   | 66   | 72   | 76   | 291      |